# Piaseczna Góra (Roztocze)
Piaseczna Góra – wzniesienie na Roztoczu o wysokości 298 m n.p.m., położone na terenie Roztoczańskiego Parku Narodowego. Usytuowana jest na południowy zachód od Zwierzyńca.
Charakterystyczną cechą wzniesienia jest rozległa polana, zajmująca obszar północno-wschodniego zbocza góry oraz jej szczytu. Roztacza się z niej widok na Zwierzyniec oraz wzgórza Roztocza Zachodniego i Środkowego.
Z Piaseczną Górą związana jest legenda z czasów powstania styczniowego w 1863. Legenda głosi, że: o północy zboczem Piasecznej Góry pędzą jeźdźcy na białych koniach, słychać dudnienie ziemi, a osoby, które odważą się spojrzeć w ich stronę przeszywa silny podmuch powietrza. Prawdopodobnie legenda ta miała na celu odstraszenie rosyjskich oddziałów, walczących z Polakami w czasie powstania, przed wkraczaniem na te tereny.

## Szlak turystyczny
Przez wzniesienie przebiega oznaczona kolorem żółtym ścieżka przyrodnicza na Piaseczną Górę, prowadząca ze Zwierzyńca do stawów Echo.

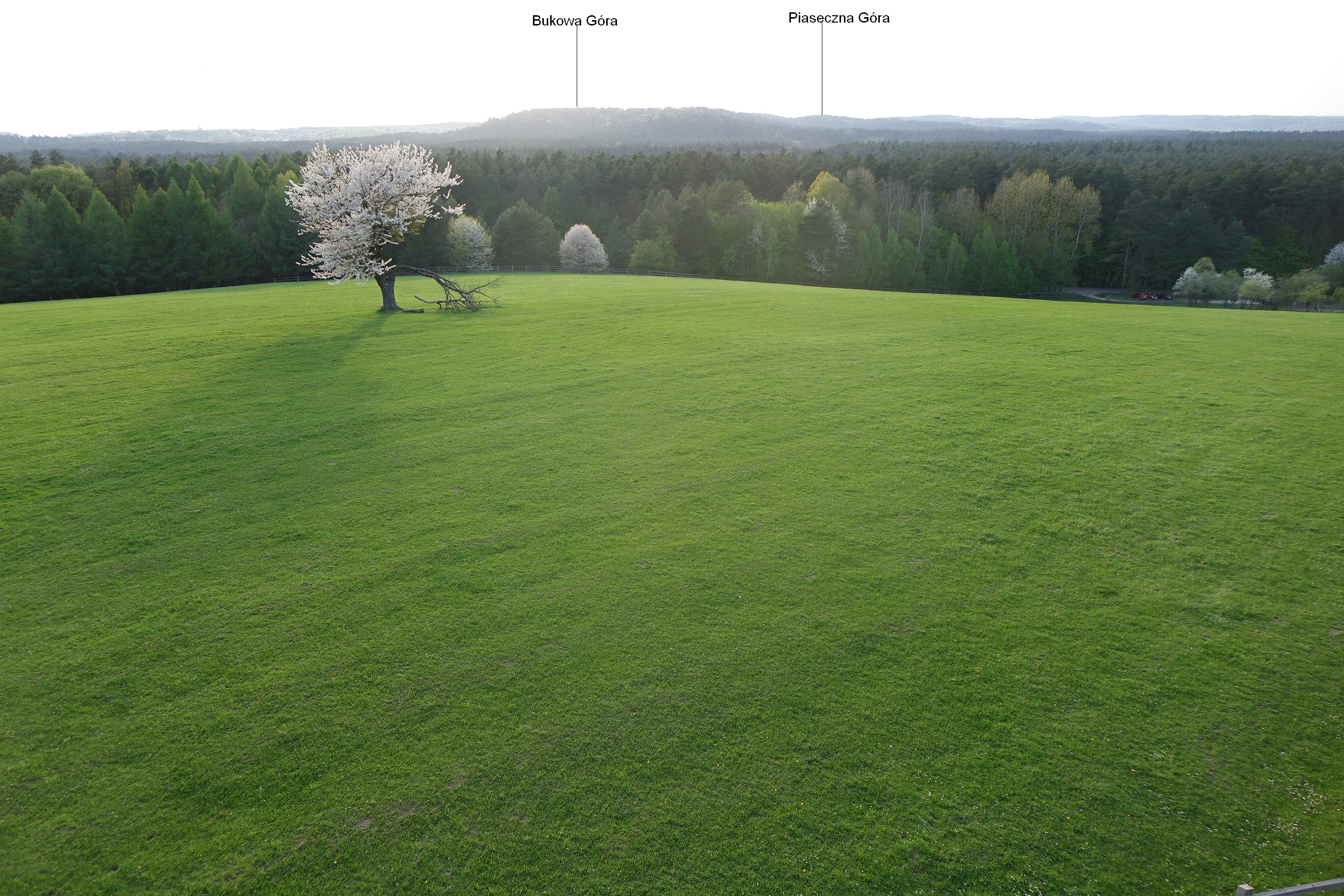
Widok na Piaseczną Górę z wieży widokowej na Białej Górze
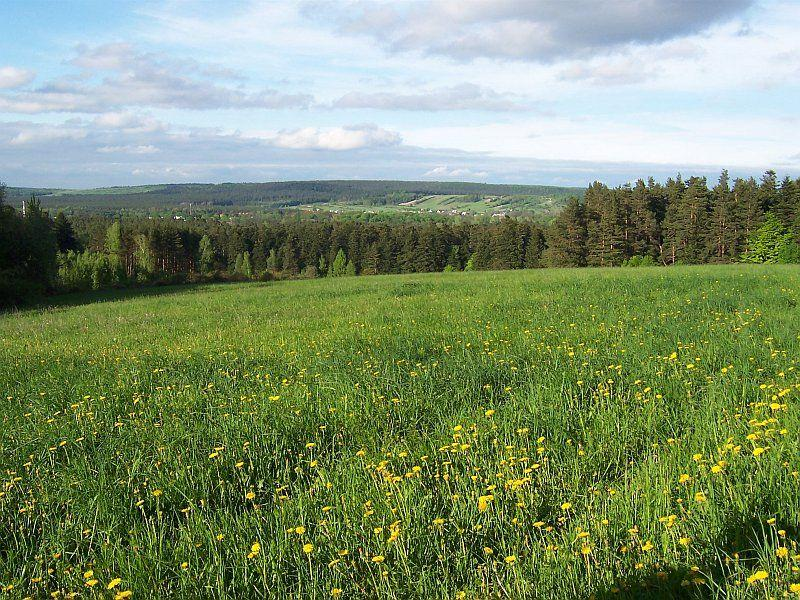
Widok spod szczytu w kierunku Zwierzyńca